# Matakana
Matakana ili Matakana Island je novozelandski otok u Tihom oceanu. 

## Zemljopis
Otok se nalazi u zapadnom dijelu zaljeva Bay of Plenty na ulasku u luku Tauranga. Dug je 20 km, širok 3 km, površina mu je 60,7 km², a većinom je prekrivren borovom šumom. Sastoji se od dva različita dijela: 5.000 hektara (2.023 ha) poljoprivrednog i voćarskog zemljišta na unutarnjem luku, gdje i većina stanovništva živi i 10.000 hektara (4.047 ha), šumovitog obalnog zemljišta izloženog Tihom oceanu.

## Stanovništvo
Prema podacima iz 2006. godine na otoku živi 225 stanovnika. Otok je kontinuirano naseljen stoljećima Maorima iz porodice Ngai Te Rangi. Većina stanovništva su pripadnici Rātana religije.

## Vanjske poveznice
- Posljednji korak u ostvarivanju Matakana

### Ostali projekti
|  | Zajednički poslužitelj ima još gradiva o temi Matakana Island |